# Medelim
Medelim es una freguesia portuguesa del concelho de Idanha-a-Nova, con 30,47 km² de superficie y 272 habitantes (2001). Su densidad de población es de 8,9 hab/km².